# Boing von Oldersum
Boing von Oldersum (auch Boynck von Oldersum; * um 1500; † 12. November 1540 vor Wittmund) war ein ostfriesischer Adliger und Verlobter der Maria von Jever.

## Leben
Boing von Oldersum war der jüngste Sohn des Oldersumer Häuptlings Hicko und seiner Frau Almuth von  Gödens. Über seine Kindheit und Jugend ist kaum etwas bekannt.
Als nachgeborener Sohn trat er in den Dienst des ostfriesischen Grafen Edzard. Dieser hatte 1517 nach dem Tod Christophs, des letzten männlichen Nachfahren aus der Häuptlingsfamilie Wiemken, mit dessen drei Schwestern Anna, Maria und Dorothea einen Vertrag geschlossen, demgemäß einer seiner Söhne mit einer von ihnen verheiratet werden sollte. Auf diese Weise erhoffte Edzard, friedlich in den Besitz der Herrschaft Jever zu gelangen. Edzard und seine Söhne hielten das Heiratsversprechen jedoch nicht ein, vielmehr brachten sie im Jahr 1527 durch eine List den Heiratsvertrag an sich und besetzten die Burg Jever. Boing von Oldersum wurde vom Grafen als Drost von Jever eingesetzt.
Etwa zur gleichen Zeit erbte Boing den halben Anteil an der Burg Oldersum und verlobte sich mit Margarete von Dornum, der Tochter Ulrich von Dornums.
Im Jahr 1531 vollzog Boing dann aber einen entscheidenden Seitenwechsel. Er war wohl Maria von Jever menschlich sehr nahegekommen, fühlte sich aber auch vom Verhalten der ostfriesischen Grafen gegenüber den Fräulein zunehmend abgestoßen, zumal immer deutlicher wurde, dass von ostfriesischer Seite das Heiratsversprechen niemals gehalten werden würde. Mit Hilfe von braunschweigischen Söldnern vertrieb Boing die ostfriesische Besatzung aus der jeverschen Burg und verhalf den Fräulein zu ihren Rechten. In den folgenden Jahren wurde er zu einem der maßgeblichen Berater Marias, hatte unter anderem wohl entscheidenden Anteil daran, dass sie ihre Herrschaft Kaiser Karl V. (als Herzog von Brabant und Graf von Holland) zu Lehen auftrug und sich so unter seinen Schutz stellte. In dieser Angelegenheit reiste er mehrfach nach Brüssel. Militärisches Geschick bewies Boing mehrfach bei der Abwehr von Übergriffen seitens der ostfriesischen Grafen und Balthasars von Esens. Von ihm stammte wohl auch die Idee, Jever zu befestigen und dem Ort Stadtrechte zu verleihen, was im Jahr 1536 erfolgte.
Maria und Boing scheinen in tiefer Liebe zueinander verbunden gewesen zu sein, doch war an eine Heirat solange nicht zu denken, wie Boing von ostfriesischer Seite als meineidiger Verräter hingestellt wurde. Verhandlungen zwischen Jever und Ostfriesland, welche die Wiederherstellung von Boings Ehre zum Ziel hatten, fanden erst 1540 ihren Abschluss, und eine Hochzeit scheint tatsächlich ins Auge gefasst worden zu sein. Im selben Jahr kam es jedoch zu kriegerischen Auseinandersetzungen mit Balthasar von Esens, der wiederholt in die Herrschaft Jever eingefallen war. Bei der Belagerung von Wittmund starb Boing an den Folgen einer Schussverletzung. Maria blieb bis an ihr Lebensende unverheiratet.
Die von Maria von Jever geprägten Symbol- oder Sinnbildtaler, insbesondere die Danielstaler, zeigen die ostfriesische Häuptlingstochter als „Daniel in der Löwengrube“. Die Löwen versinnbildlichen die Grafen von Ostfriesland und der von einem Engel geführte Prophet Habakuk den Junker Boing von Oldersum, der die ostfriesische Besatzung mit Hilfe von braunschweigischen Söldnern vertrieb.